# Lista odcinków serialu animowanego Batman (1992)
Lista odcinków serialu Batman: The Animated Series
| Tytuł                                      | #   | Reżyser               | Scenarzysta                                                                     | Studio                    | Data premiery        |
| ------------------------------------------ | --- | --------------------- | ------------------------------------------------------------------------------- | ------------------------- | -------------------- |
| On Leather Wings                           | 001 | Kevin Altieri         | Mitch Brian                                                                     |                           | 6 września 1992      |
|                                            |     |                       |                                                                                 |                           |                      |
| Christmas with the Joker                   | 002 | Kent Butterworth      | Eddie Gorodetsky                                                                |                           | 13 listopada 1992    |
|                                            |     |                       |                                                                                 |                           |                      |
| Nothing to Fear                            | 003 | Boyd Kirkland         | Henry T. Gilroy i Sean Catherine Derek                                          |                           | 15 września 1992     |
|                                            |     |                       |                                                                                 |                           |                      |
| The Last Laugh                             | 004 | Kevin Altieri         | Carl Swenson                                                                    |                           | 22 września 1992     |
|                                            |     |                       |                                                                                 |                           |                      |
| Pretty Poison                              | 005 | Boyd Kirkland         | Paul Dini i Michael Reaves (adaptacja: Tom Ruegger)                             |                           | 14 września 1992     |
|                                            |     |                       |                                                                                 |                           |                      |
| The Underdwellers                          | 006 | Frank Paur            | Tom Ruegger (adaptacja: Jules Dennis i Richard Mueller)                         |                           | 21 października 1992 |
|                                            |     |                       |                                                                                 |                           |                      |
| „P.O.V.”                                   | 007 | Kevin Altieri         | Mitch Brian (adaptacja: Sean Catherine Derek i Laren Bright)                    |                           | 18 września 1992     |
|                                            |     |                       |                                                                                 |                           |                      |
| „The Forgotten”                            | 008 | Boyd Kirkland         | Jules Dennis, Richard Mueller i Sean Catherine Derek                            |                           | 8 października 1992  |
|                                            |     |                       |                                                                                 |                           |                      |
| „Be a Clown”                               | 009 | Frank Paur            | Ted Pedersen i Steve Hayes                                                      |                           | 16 września 1992     |
|                                            |     |                       |                                                                                 |                           |                      |
| „Two-Face: Part I”                         | 010 | Kevin Altieri         | Alan Burnett (adaptacja: Randy Rogel)                                           |                           | 25 września 1992     |
|                                            |     |                       |                                                                                 |                           |                      |
| „Two-Face: Part II”                        | 011 | Kevin Altieri         | Randy Rogel                                                                     |                           | 28 września 1992     |
|                                            |     |                       |                                                                                 |                           |                      |
| „It's Never Too Late”                      | 012 | Boyd Kirkland         | Tom Ruegger (adaptacja: Garin Wolf)                                             |                           | 10 września 1992     |
|                                            |     |                       |                                                                                 |                           |                      |
| „I've Got Batman in My Basement”           | 013 | Frank Paur            | Sam Graham i Chris Hubbell                                                      |                           | 30 września 1992     |
|                                            |     |                       |                                                                                 |                           |                      |
| „Heart of Ice”                             | 014 | Bruce Timm            | Paul Dini                                                                       |                           | 7 września 1992      |
|                                            |     |                       |                                                                                 |                           |                      |
| „The Cat and the Claw: Part I”             | 015 | Kevin Altieri         | Sean Catherine Derek i Laren Bright (adaptacja: Jules Dennis i Richard Mueller) | Sunrise                   | 5 września 1992      |
|                                            |     |                       |                                                                                 |                           |                      |
| „The Cat and the Claw: Part II”            | 016 | Dick Sebast           | Sean Catherine Derek i Laren Bright (adaptacja: Jules Dennis i Richard Mueller) | Akom Production           | 12 września 1992     |
|                                            |     |                       |                                                                                 |                           |                      |
| „See No Evil”                              | 017 | Dan Riba              | Martin Pasko                                                                    | Dong Yang Animation       | 24 lutego 1993       |
|                                            |     |                       |                                                                                 |                           |                      |
| „Beware the Gray Ghost”                    | 018 | Boyd Kirkland         | D. O’Flaherty i Tom Ruegger (adaptacja: Garin Wolf i Tom Ruegger)               | Spectrum Animation Studio | 4 listopada 1992     |
|                                            |     |                       |                                                                                 |                           |                      |
| „Prophecy of Doom”                         | 019 | Frank Paur            | Dennis Marks (adaptacja: Sean Catherine Derek)                                  | Akom Production           | 6 października 1992  |
|                                            |     |                       |                                                                                 |                           |                      |
| „Feat of Clay: Part I”                     | 020 | Dick Sebast           | Marv Wolfman i Michael Reaves (adaptacja: Marv Wolfman)                         | Akom Production           | 8 września 1992      |
|                                            |     |                       |                                                                                 |                           |                      |
| „Feat of Clay: Part II”                    | 021 | Kevin Altieri         | Marv Wolfman i Michael Reaves (adaptacja: Michael Reaves)                       | Tokyo Movie Shinsha       | 9 września 1992      |
|                                            |     |                       |                                                                                 |                           |                      |
| „Joker's Favor”                            | 022 | Boyd Kirkland         | Paul Dini                                                                       |                           | 11 września 1992     |
|                                            |     |                       |                                                                                 |                           |                      |
| „Vendetta”                                 | 023 | Frank Paur            | Michael Reaves                                                                  |                           | 5 października 1992  |
|                                            |     |                       |                                                                                 |                           |                      |
| „Fear of Victory”                          | 024 | Dick Sebast           | Samuel Warren Joseph                                                            |                           | 29 września 1992     |
|                                            |     |                       |                                                                                 |                           |                      |
| „The Clock King”                           | 025 | Kevin Altieri         | David Wise                                                                      |                           | 21 września 1992     |
|                                            |     |                       |                                                                                 |                           |                      |
| „Appointment in Crime Alley”               | 026 | Boyd Kirkland         | Gerry Conway                                                                    |                           | 17 września 1992     |
|                                            |     |                       |                                                                                 |                           |                      |
| „Mad as a Hatter”                          | 027 | Frank Paur            | Paul Dini                                                                       |                           | 12 października 1992 |
|                                            |     |                       |                                                                                 |                           |                      |
| „Dreams In Darkness”                       | 028 | Dick Sebast           | Judith i Garfield Reeves-Stevens                                                |                           | 3 listopada 1992     |
|                                            |     |                       |                                                                                 |                           |                      |
| „Eternal Youth”                            | 029 | Kevin Altieri         | Beth Bornstein                                                                  |                           | 29 września 1992     |
|                                            |     |                       |                                                                                 |                           |                      |
| „Perchance To Dream”                       | 030 | Boyd Kirkland         | Laren Bright i Michael Reaves (adaptacja: Joe R. Lansdale)                      |                           | 19 października 1992 |
|                                            |     |                       |                                                                                 |                           |                      |
| „The Cape and Cowl Conspiracy”             | 031 | Frank Paur            | Elliot S. Maggin                                                                |                           | 14 października 1992 |
|                                            |     |                       |                                                                                 |                           |                      |
| „Robin's Reckoning: Part I”                | 032 | Dick Sebast           | Randy Rogel                                                                     |                           | 7 lutego 1993        |
|                                            |     |                       |                                                                                 |                           |                      |
| „Robin's Reckoning: Part II”               | 033 | Dick Sebast           | Randy Rogel                                                                     |                           | 14 lutego 1993       |
|                                            |     |                       |                                                                                 |                           |                      |
| „The Laughing Fish”                        | 034 | Bruce Timm            | Paul Dini (na podstawie opowiadania Steve’a Engleharta)                         |                           | 10 stycznia 1993     |
|                                            |     |                       |                                                                                 |                           |                      |
| „Night of the Ninja”                       | 035 | Kevin Altieri         | Steve Perry                                                                     |                           | 26 października 1992 |
|                                            |     |                       |                                                                                 |                           |                      |
| „Cat Scratch Fever”                        | 036 | Boyd Kirkland         | Sean Catherine Derek                                                            |                           | 5 listopada 1992     |
|                                            |     |                       |                                                                                 |                           |                      |
| „The Strange Secret of Bruce Wayne”        | 037 | Frank Paur            | David Wise (na podstawie opowiadania Steve’a Engleharta)                        |                           | 29 października 1992 |
|                                            |     |                       |                                                                                 |                           |                      |
| „Heart Of Steel: Part One”                 | 038 | Kevin Altieri         | Brynne Stephens                                                                 |                           | 16 listopada 1992    |
|                                            |     |                       |                                                                                 |                           |                      |
| „Heart Of Steel: Part Two”                 | 039 | Kevin Altieri         | Brynne Stephens                                                                 |                           | 17 listopada 1992    |
|                                            |     |                       |                                                                                 |                           |                      |
| „If You're So Smart, Why Aren't You Rich?” | 040 | Eric Radomski         | David Wise                                                                      |                           | 18 listopada 1992    |
|                                            |     |                       |                                                                                 |                           |                      |
| „Joker's Wild”                             | 041 | Boyd Kirkland         | Paul Dini                                                                       |                           | 19 listopada 1992    |
|                                            |     |                       |                                                                                 |                           |                      |
| „Tyger Tyger”                              | 042 | Frank Paur            | Michael Reaves i Randy Rogel (adaptacja: Cherie Wilkerson)                      |                           | 30 października 1992 |
|                                            |     |                       |                                                                                 |                           |                      |
| „Moon of the Wolf”                         | 043 | Dick Sebast           | Len Wein                                                                        |                           | 12 listopada 1992    |
|                                            |     |                       |                                                                                 |                           |                      |
| „Day of the Samurai”                       | 044 | Bruce Timm            | Steve Perry                                                                     |                           | 23 lutego 1993       |
|                                            |     |                       |                                                                                 |                           |                      |
| „Terror in the Sky”                        | 045 | Boyd Kirkland         | Steve Perry, Mark Saraceni                                                      |                           | 9 listopada 1992     |
|                                            |     |                       |                                                                                 |                           |                      |
| „Almost Got 'Im”                           | 046 | Eric Radomski         | Paul Dini                                                                       |                           | 11 listopada 1992    |
| „Birds of a Feather”                       | 047 | Frank Paur            | Chuck Menville                                                                  |                           | 8 lutego 1993        |
|                                            |     |                       |                                                                                 |                           |                      |
| „What Is Reality?”                         | 048 | Dick Sebast           | Marty Isenberg, Robert N. Skir                                                  |                           | 24 listopada 1992    |
|                                            |     |                       |                                                                                 |                           |                      |
| „I Am the Night”                           | 049 | Boyd Kirkland         | Michael Reaves                                                                  |                           | 10 listopada 1992    |
|                                            |     |                       |                                                                                 |                           |                      |
| „Off Balance”                              | 050 | Kevin Altieri         | Len Wein                                                                        |                           | 21 listopada 1992    |
|                                            |     |                       |                                                                                 |                           |                      |
| „The Man Who Killed Batman”                | 051 | Bruce Timm            | Paul Dini                                                                       |                           | 1 lutego 1993        |
| „Mudslide”                                 | 052 | Eric Radomski         | Alan Burnett                                                                    |                           | 15 września 1993     |
|                                            |     |                       |                                                                                 |                           |                      |
| „Paging The Crime Doctor”                  | 053 | Frank Paur            | Mike W. Barr, Laren Bright                                                      |                           | 17 września 1993     |
|                                            |     |                       |                                                                                 |                           |                      |
| „Zatanna”                                  | 054 | Dick Sebast, Dan Riba | Paul Dini                                                                       |                           | 2 lutego 1993        |
|                                            |     |                       |                                                                                 |                           |                      |
| „The Mechanic”                             | 055 | Kevin Altieri         | Steve Perry, Laren Bright                                                       |                           | 24 stycznia 1993     |
|                                            |     |                       |                                                                                 |                           |                      |
| „Harley and Ivy”                           | 056 | Boyd Kirkland         | Paul Dini                                                                       |                           | 18 stycznia 1993     |
| „Shadow of the Bat: Part I”                | 057 | Boyd Kirkland         | D. O’Flaherty i T. Ruegger                                                      | Dong Yang Animation       | 13 września 1993     |
|                                            |     |                       |                                                                                 |                           |                      |
| „Shadow of the Bat: Part II”               | 058 | Frank Paur            | Brynne Stephens                                                                 | Dong Yang Animation       | 14 września 1993     |
|                                            |     |                       |                                                                                 |                           |                      |
| „Blind as a Bat”                           | 059 | Dan Riba              | Mike Underwood, Len Wein                                                        |                           | 22 lutego 1993       |
| „The Demon's Quest: Part I”                | 060 | Kevin Altieri         | Dennis O’Neil                                                                   | Tokyo Movie Shinsha       | 3 maja 1993          |
|                                            |     |                       |                                                                                 |                           |                      |
| „The Demon's Quest: Part II”               | 061 | Kevin Altieri         | Dennis O’Neil i Len Wein                                                        | Tokyo Movie Shinsha       | 4 maja 1993          |
|                                            |     |                       |                                                                                 |                           |                      |
| „His Silicon Soul”                         | 062 | Boyd Kirkland         | Marty Isenberg, Robert N. Skir                                                  |                           | 20 listopada 1992    |
|                                            |     |                       |                                                                                 |                           |                      |
| „Fire From Olympus”                        | 063 | Dan Riba              | Judith i Garfield Reeves-Stevens                                                |                           | 24 maja 1993         |
|                                            |     |                       |                                                                                 |                           |                      |
| „Read My Lips”                             | 064 | Boyd Kirkland         | Alan Burnett i Michael Reaves (adaptacja: Joe R. Lansdale)                      |                           | 10 maja 1993         |
|                                            |     |                       |                                                                                 |                           |                      |
| „The Worry Men”                            | 065 | Frank Paur            | Paul Dini                                                                       |                           | 16 września 1993     |
|                                            |     |                       |                                                                                 |                           |                      |